# ژان-فیلیپ فلوریان
 ژان-فیلیپ فلوریان (انگلیسی: Jean-Philippe Fleurian؛ زاده ۱۱ سپتامبر ۱۹۶۵) یک تنیس‌باز اهل فرانسه است. 